# Spațiul Economic European
     Cele 3  țări (din 4) participante la Asociația Europeană a Liberului Schimb (Islanda, Liechtenstein si Norvegia)
     Statele membre ale Uniunii Europene

Spațiul Economic European este compus din:
Cele 3 țări (din 4) participante la Asociația Europeană a Liberului Schimb (Islanda, Liechtenstein si Norvegia)
Statele membre ale Uniunii Europene

 Spațiul Economic European (SEE, European Economic Area) a luat ființă la data de 1 ianuarie 1994 în urma acordului  semnat la data de 2 mai 1992 între statele participante la Asociația Europeană a Liberului Schimb (AELS) și statele membre UE. Acest acord pune bazele unei piețe unice guvernate de aceleași reguli de bazǎ ce au ca scop să permită mărfurilor, serviciilor,
capitalului și persoanelor să circule liber în cadrul SEE, într-un mediu deschis și competitiv, un concept cunoscut drept cele patru libertăți.

## Istoric
De la înființarea AELS în 1960, Comunitatea Europeană a fost cel mai important partener comercial al acesteia. În 1972, țările AELS au semnat, cu titlu individual, acorduri de liber schimb cu CEE cu scopul de a elimina taxele vamale la importul produselor industriale. Acest scop a fost atins, în linii generale, în 1977.
La mijlocul anilor ‘80, Comisia Europeană și-a lansat ambițiosul proiect al unei piețe interne complet integrată. Planul a fost stabilit prin Actul Unic European, semnat în 1986. În 1984, statele AELS și CE au adoptat o declarație privind înființarea comuna a unui Spațiu Economic European (SEE), care enumera posibilele căi de cooperare, în special în domeniul comerțului cu mărfuri.

În decembrie 1992 Elveția a votat prin referendum împotriva statutului de membru al SEE și ulterior și-a menținut și dezvoltat relațiile cu UE pe bază de acorduri bilaterale.

## Țări membre
UE

- Austria
- Belgia
- Bulgaria
- Cehia
- Cipru
- Croația
- Danemarca
- Estonia
- Finlanda
- Franța
- Germania
- Grecia
- Irlanda
- Italia
- Letonia
- Lituania
- Luxemburg
- Malta
- Olanda
- Polonia
- Portugalia
- România
- Slovacia
- Slovenia
- Spania
- Suedia
- Ungaria

AELS
- Islanda
- Liechtenstein
- Norvegia

## Legislație
Acordul SEE se bazează pe legislația primară (Tratatul de la Roma) a Uniunii Europene și pe legislația secundară derivată (regulamente, directive, decizii și anumite instrumente non-obligatorii ale SEE, adoptate de instituțiile UE în mod continuu – cunoscute și ca acquis-ul comunitar). Ca urmare, o mare parte a Acordului SEE este identică cu părțile corespunzătoare din Tratatul de la Roma din 1957 care guvernează cele patru libertăți: libertatea de mișcare a bunurilor, persoanelor, serviciilor și a capitalului.

Acordul SEE nu acoperă următoarele domenii ale politicii UE: 
1. politicile comune în domeniul agriculturii și pisciculturii (deși Acordul conține prevederi privind diverse aspecte ale comerțului cu produse agricole și piscicole);
2. uniunea vamală;
3. politica comerciala comună;
4. politica externa si de securitate comună;
5. justiția și afacerile interne (deși Islanda și Norvegia fac parte din rețeaua Schengen);
6. uniunea monetară (UME).

Statele SEE AELS nu au transferat nici o competență legislativă către instituțiile SEE și, ca urmare, toate deciziile SEE AELS sunt luate prin unanimitate.

## Instituții
Măsurile instituționale aflate sub incidența Acordului SEE sunt cuprinse într-o structură bazata pe doi pilieri în care instituțiile SEE AELS corespund celor ale UE. Deciziile importante referitoare la Acordul SEE și la funcționarea acesteia sunt „intreprinderi comune” și sunt adoptate de organisme comune.

### Organisme comune
Comitetul Comun SEE răspunde de administrarea permanenta a Acordului SEE. Este un forum în care se schimbă opinii și se iau decizii prin consens pentru încorporarea legislației Comunității în Acordul SEE. Comitetul Comun este format din ambasadorii statelor SEE AELS la UE, reprezentanți ai Comisiei Europene și ai statelor membre UE. Consiliul SEE, compus din miniștrii de externe ai statelor UE și SEE AELS, furnizează impulsul politic pentru dezvoltarea Acordului și orientări pentru Comitetul Comun.

Comitetul Comun Parlamentar al SEE (CCP SEE) cuprinde membri ai parlamentelor statelor SEE AELS și ai Parlamentului European. Comitetul contribuie, prin dialog și dezbatere, la o mai bună înțelegere între Comunitate și statele AELS în domeniile acoperite de Acord.

Comitetul Consultativ SEE cuprinde membri ai Comitetului Consultativ AELS și ai Comitetului Economic și Social al UE. Comitetul lucrează pentru întărirea contactelor dintre partenerii sociali ai ambelor părți și pentru cooperarea într-o manieră organizată și cu caracter de regularitate, în scopul întăririi cunoașterii și al asigurării fluxului de date pentru aspectele economice și sociale ale SEE.

### Organismele SEE AELS (pilierul SEE AELS)
Comitetul Permanent al statelor AELS acționează ca un forum în care statele SEE AELS se consultă între ele și ajung la o poziție comună înainte de a se întâlni cu UE în Comitetul Comun SEE. Este compus din reprezentanți ai Norvegiei, Islandei și Liechtenstein-ului și observatori din Elveția și ai Autorității de Supraveghere AELS. Sub-structura Comitetului este alcătuită mod normal din cinci
Subcomitete:
1. Subcomitetul I (Bunuri)
2. Subcomitetul II (Mișcarea liberă a capitalului și serviciilor)
3. Subcomitetul III (Mișcarea liberă a persoanelor)
4. Subcomitetul IV (Politici colaterale și orizontale)
5. Subcomitetul V (Probleme legale și instituționale)

În septembrie 2003, Comitetul Permanent a aprobat fuzionarea de facto a Subcomitetelor II, III și IV și a înființat Grupul pentru Strategia Lisabona și alte probleme de politică orizontală.

În pilierul SEE AELS mai există două organisme importante:
- Autoritatea de Supraveghere AELS, cu sediul la Bruxelles, asigură îndeplinirea de către statele SEE AELS a obligațiilor stabilite de Acordul SEE. În plus față de supravegherea generală privind conformitatea, Autoritatea de Supraveghere are puteri referitoare la competiție, ajutoare de stat și achiziții publice, reflectând competențele extinse pe care Comisia Europeană le are în aceste domenii în cadrul Comunității.
- Tribunalul AELS, cu sediul la Luxemburg, corespunde Curții de Justiție a Comunităților Europene, pentru probleme legate de statele SEE AELS. Tribunalul se ocupă de acțiuni de încălcare de către un stat AELS a implementării, aplicării sau interpretării unei reguli SEE, semnalate de Autoritatea de Supraveghere, precum și de medierea disputelor dintre două sau mai multe state AELS. De asemenea, Tribunalul audiază apeluri referitoare la decizii luate de Autoritatea de Supraveghere AELS și oferă consultanță tribunalelor din statele AELS privind interpretarea regulilor SEE[2].